# Mahovo
Mahovo – wieś w Chorwacji, w żupanii sisacko-moslawińskiej, w gminie Martinska Ves. W 2011 roku liczyła 269 mieszkańców.